# Qabıllı
Qabıllı – gmina (azer. bələdiyyə) i wieś (azer. kənd) w zachodnim Azerbejdżanie, w Nachiczewańskiej Republice Autonomicznej, w rejonie Kəngərli. Siedziba wiejskiego okręgu terytorialnego (azer. kənd ərazi dairəsi) o tej samej nazwie, a zarazem jedyna miejscowość wchodząca w jego skład. Leży około 6 km na północny zachód od stolicy rejonu – Qıvraqu, przy autostradzie M-7 łączącej Nachiczewan z Şərur.
W 2005 roku liczba mieszkańców wsi wynosiła 1079. W tym samym czasie większość mieszkańców w wieku produkcyjnym trudniła się hodowlą zwierząt, produkcją pasz, uprawą zbóż i warzyw.
Do 1 marca 2023 roku wieś i okręg terytorialny nazywały się Qarabullu. Nazwę zmieniono na mocy dekretu nr 423-IIQ Prezydenta Republiki Azerbejdżanu Heydəra Əliyeva.
Wiejski okręg terytorialny Qabıllı został utworzony 29 marca 2005 roku, a jego obszar wydzielono z okręgu terytorialnego Qıvraq. Do 19 marca 2004 roku okręg terytorialny Qıvraq wraz z wsią Qabıllı był położony w granicach rejonu Şərur, z którego tego dnia został odłączony i przyłączony do nowo utworzonego rejonu Kəngərli. W klasyfikacji Państwowego Komitetu ds. Statystyki Republiki Azerbejdżanu (azer. Azərbaycan Respublikası Dövlət Statistika Komitəsi) gminie nadano unikalny kod 110806007, a wsi 10806018.
We wsi znajdują się między innymi szkoła średnia, dom kultury oraz placówka ochrony zdrowia.